# Sainte-Geneviève-des-Bois, Loiret

Sainte-Geneviève-des-Bois este o comună în departamentul Loiret din centrul Franței. În 1 ianuarie 2022 avea o populație de 1.062 de locuitori.